# Alyssa Anderson
Alyssa Jean Anderson (Santa Clara, 30 settembre 1990) è una nuotatrice statunitense specializzata negli stili delfino e stile libero.
Fa parte della selezione statunitense che gareggerà ai giochi olimpici di Londra 2012, nella specialità 4x200 m stile libero.

## Biografia
Anderson sta frequentando (2012) l'università dell'Arizona, dove nuota per la squadra femminile degli Arizona Wildcats allenata da Frank Busch, all'interno del campionato della National Collegiate Athletic Association (NCAA). Anche la sorella minore della Anderson, Haley fa la nuotatrice, ed ha gareggiato contro di lei ai mondiali di Roma 2009.

## Carriera
Al Junior Pan Pacific Championships del 2007 la Anderson ha vinto al medaglia d'argento negli 800 m e nei 1500 m stile libero.
Ai trials statunitensi del 2009 per l'accesso ai mondiali si è piazzata quarta nei 200 m stile libero, guadagnandosi un posto per la 4x200 ai Campionati mondiali di nuoto 2009 svolti a Roma. A Roma la Anderson ha corso la terza frazione delle qualificazioni, con un tempo di 1:58.35. La squadra statunitense è poi giunta in finale, dove ha vinto la medaglia d'argento.
Ai trials statunitensi 2012, le qualificazioni per Londra 2012, la Anderson si è conquistata un posto nella nazionale olimpica finendo sesta nei 200 m stile libero ol tempo di 1:58.40, il che gli ha garantito un posto nella 4x200 m stile libero. Anche la sorella Haley parteciperà ai giochi di Londra 2012, nella 10 km in acque libere.

## Palmarès
- Olimpiadi

Londra 2012: oro nella 4x200m sl.
- Mondiali

Roma 2009: argento nella 4x200m sl.
- Universiade

Shenzen 2011: oro nella 4x200m sl.